# NGC 5309
NGC 5309 је ознака објекта на координатама са ректансцензијом 13h 49m 55,0s и деклинацијом - 15° 46" 18'. Открио га је Едвард Свифт E., 27. априла 1887. Каснијим посматрањима на том положају није уочен никакав астрономски објекат.